# Geely Sweden
Geely Sweden AB är ett svenskt företag som agerar moderbolag till den svenska biltillverkaren Volvo Personvagnar sedan 2010 när det kinesiska Zhejiang Geely Holding Group köpte Volvo från den amerikanska biltillverkaren Ford Motor Company för totalt $2 miljarder.
För 2015 hade de en omsättning på omkring 164 miljarder SEK och hade en arbetsstyrka på 28 119 anställda. Företaget är registrerat i Göteborg.I bolagsstyrelsen sitter Li Shufu som styrelseordförande och Carl-Peter Forster, Li Donghui och Hans-Olov Olsson som ledamöter.